# Visión del Apocalipsis
Visión del Apocalipsis, también conocido como Apertura del Quinto Sello del Apocalipsis o Visión de San Juan, es un cuadro pintado por Domenikos Theotokopoulos, conocido como el Greco. Compone el n º.120 en el catálogo razonado de obras de este pintor, realizado por su especialista, Harold Wethey. En el primer inventario de bienes realizado después de la muerte del Greco, figura un pequeño Apocalipsis, que se repite con parecidas dimensiones en el segundo inventario, pudiendo tratarse de un boceto del presente lienzo.

## Introducción
Este cuadro debió estar originariamente colocado en el retablo lateral izquierdo de la iglesia del Hospital de Tavera, formando pendant con La Anunciación —en el retablo de la derecha— cuya parte superior fue recortada, siendo actualmente conocida como el Concierto de ángeles. La parte superior del presente lienzo fue también cortada —y probablemente destruida— en 1880, al menos en 175 centímetros. Tal vez la sección inferior conservada representa al amor profano, mientras que la parte superior figuraría el amor divino pero es más lógico que representara al Cordero del Apocalipsis rompiendo el Quinto sello.
Tal como ha quedado esta pintura, Juan el Evangelista queda enfáticamente apuntando a ninguna parte. Fue esta extraña rareza en la composición lo que quizás intrigó más a los espectadores modernos, contribuyendo a su fama entre los modernistas.La pintura puede verse en el fondo de la obra Mis amigos, de Ignacio Zuloaga, representando a varios miembros notables de la Generación del 98. Se sabe que Zuloaga mostró la pintura a Pablo Picasso y Rainer Maria Rilke. Declaró que poseía un «poder visionario» que lo hacía «precursor del modernismo».

## Tema de la obra
Antes del año 1908 esta pintura recibía el nombre de Amor sacro y amor profano. Cossío tuvo dudas sobre el título y sugirió el de Apertura del Quinto Sello. Tanto este título como Visión del Apocalipsis parecen apropiados, estando tomados de unos versículos del Libro del Apocalipsis (6:9-11), en los que las almas de los mártires claman a Dios pidiendo justicia sobre sus perseguidores.

### Datos técnicos y registrales
- Nueva York, Museo Metropolitano de Arte. (Accession Number: 56.48);
- Pintura al óleo sobre lienzo;
- Dimensiones: 225 x 193 cm, según Wethey; 222.3 x 193 cm, según el MET;[7]
- Documentado en 1608-1614;
- Catalogado por Wethey con la referencia 120, y por Tizana Frati con el número 173;[8]
- El marco, datado de alrededor de 1670, fue realizado en Sevilla, en madera de pino y dorado con pan de oro y de plata. Las esquinas tienen talladas hojas de acanto entrelazadas.[9]

### Descripción de la obra
En primer término a la izquierda, domina la composición la colosal y estática figura de san Juan, arrodillado. Todo parece indicar que contempla una visión celestial, ya que su rostro está vuelto hacia arriba, tiende ambos brazos hacia lo alto, con las palmas de las manos abiertas, también dirigidas hacia arriba. En segundo término, las figuras desnudas de los mártires forman dos grupos, sobre los que vuela un ángel —en la parte derecha— ofreciéndoles las túnicas blancas de la salvación, 
|  |  |

## Procedencia
1. Hospital de San Bautista de Afuera, Toledo;
2. J. Núñez del Prado, Madrid;
3. Antonio Cánovas del Castillo, Madrid; (antes de 1890)
4. Rafael Vázquez de la Plaza, Córdoba (entre 1890 y 1905);
5. Vendido en 1905, por 1,000 pesetas, a Ignacio Zuloaga, (París y Zumaya);
6. Museo Zuloaga (Zumaya) entre 1945–56;
7. Vendido a Newhouse Galleries, New York, 1956;
8. Adquirido por el Metropolitan Museum en 1956, con el comentario: «el cuadro está inacabado y muy dañado y corroído»[10]

## Comparación conLas señoritas de Aviñón
Se ha sugerido que este lienzo sirvió de inspiración para las primeras obras cubistas de Pablo Picasso, concretamente para Las señoritas de Aviñón. Cuando Picasso trabajaba en dicha obra, visitó a Ignacio Zuloaga en su estudio en París, donde pudo ver esta obra del Greco. La relación entre ambas pinturas fue apuntada a principios de los años 1980, analizando sus parecidos estilísticos y la relación entre sus motivos pictóricos. Según John Richardson, Les Demoiselles d'Avignon «... ofrece más respuestas una vez que nos damos cuenta de que la pintura le debe al menos tanto a El Greco como a Cézanne».
Efi Foundoulaki insiste en la «actividad del triángulo Picasso-Cézanne-El Greco, que queda establecida en Les Demoiselles d'Avignon». Foundoulaki analiza la Visión del Apocalipsis y afirma que la figura vestida en la parte izquierda de la pintura y las figuras desnudas a la derecha muestran la contradicción entre el amor sacro y el amor profano. Según Rolf Laesse, esta puede haber sido la inspiración original de Picasso, quien en un dibujo preliminar de las Demoiselles representó a un estudiante de medicina sosteniendo un cráneo o un libro y entrando en una habitación donde hay un marinero entre mujeres desnudas. Richardson, sin embargo, conjetura que Picasso conocía la interpretación de Cossío en relación con la Visión del Apocalipsis y basó su teoría principalmente en esta conjetura.
Richardson y Foundoulaki enfatizan los paralelismos morfológicos entre la Visión del Apocalipsis y Les Demoiselles d'Avignon, y exploran la relación Picasso-Cézanne-El Greco. Foundoulaki afirma que hay parecido en cuanto a la forma y que Picasso ingeniosamente repitió el juego con la V y los triángulos invertidos del Greco, algo que ya había empezado con Los campesinos. Según Foundoulaki, «el diálogo que Picasso inauguró con El Greco en Les Demoiselles d'Avignon, por medio de Cézanne, es llevado adelante por el cubismo». Richardson ve en esta pintura del Greco el catalizador que mostró a Picasso cómo aprovechar la energía espiritual de un gran artista religioso para sus propios fines. Según Richardson, Picasso siguió esta visión apocalíptica durante toda su vida.